# Vattjom
Vattjom is een plaats in de gemeente Sundsvall in het landschap Medelpad en de provincie Västernorrlands län in Zweden. De plaats heeft 499 inwoners (2005) en een oppervlakte van 93 hectare. De Europese weg 14 loopt door de ongeveer 15 kilometer ten westen van de stad Sundsvall gelegen plaats.